# Chutes de Celilo
Les chutes de Celilo ou Celilo Falls (ou Wyam ce qui signifie l'« écho de l'eau qui tombe » ou le « bruit de l'eau sur les rochers » dans plusieurs langues amérindiennes locales) était un important site amérindien de pêche sur le fleuve Columbia, juste à l'est de la chaîne des Cascades, sur ce qui est aujourd'hui la frontière entre les États américains de l'Oregon et de Washington. C'était le plus ancien habitat humain continu en Amérique du Nord jusqu'en 1957, date à laquelle il fut submergé à la suite de la construction du barrage de Dalles.

## Présentation
Les Celilo Falls consistaient en une série de rapides et cascades, chutant d'une hauteur totale de 25 m sur une distance de 800 mètres le long du fleuve Columbia. Il existait trois sections principales, une cataracte connue sous le nom de Horseshoe Falls ou Tumwater Falls, un profond remous connu sous le nom de  Cul-de-Sac, et le chenal principal. Dans sa définition la plus large, y était aussi inclus les Five Mile and Ten Mile Rapids ou les Long Narrows, une série de sauts abrupts et d'ondulations s'étalant sur 18 km après les chutes jusqu'à The Dalles.
Ces chutes se sont formées lors d'une dernière poussée du fleuve Columbia à travers les failles du plateau basaltique pour atteindre l'océan. Alors que le fleuve atteint fréquemment plus de 1,5 km de large, le passage se rétrécissait ici à seulement 43 mètres. Les Amérindiens avaient construit des pontons en bois au-dessus de l'eau et attrapaient avec des épuisettes et des longs harpons les saumons qui remontaient le courant dans les rapides et sautaient pour franchir les chutes. Historiquement, on estimait qu'entre 15 à 20 millions de saumons remontaient ce passage chaque année, en faisant le plus grand lieu de pêche d'Amérique du Nord.
Les chutes étaient les sixièmes plus grandes au monde et parmi les premières d'Amérique du Nord. Le débit moyen du fleuve à cet endroit était de 5 400 m3/s et durant les périodes de hautes eaux ou de crues, de près de 28 000 m/s, provoquant un rugissement énorme que l'on pouvait entendre à plusieurs kilomètres à la ronde.
Ce site était fréquenté par les Amérindiens depuis plus de 11 000 ans pour y pêcher ou y faire du troc. Les chutes étaient stratégiquement placées à la frontière entre les peuples parlant les langues chinookes et ceux parlant les langues Sahaptines et il servait de centre important d'un réseau de commerce couvrant tout le plateau Pacifique. Des objets d'artisanat issus du village originel suggèrent que des Amérindiens venaient d'aussi loin que les Grandes Plaines, le Sud-Ouest des États-Unis et d'Alaska. Quand l'expédition de Lewis et Clark traversa l'endroit en 1805, les explorateurs trouvèrent un « grand magasin…où toutes les nations indiennes voisines étaient assemblées » et une densité de population comme il n'en avait jamais vu ailleurs. En conséquence, les historiens ont parlé de l'endroit comme du « Wall Street de l'Ouest ». Le peuple Wishram vivait sur la rive nord tandis que les Wasco vivaient sur la rive sud, la plus forte activité marchande se déroulant dans le village wishram de Nix-luidix.
Dans les années 1840 et 1850, les pionniers américains commencèrent à arriver dans la région, en descendant la Columbia sur des barges en bois, chargés de leur carriole. Plusieurs perdirent la vie dans les violents courants près de Celilo. Dans les années 1870, le Corps du génie de l'armée américaine élabora un plan pour améliorer la navigation sur le fleuve. En 1915, ils achevèrent le Celilo Canal, un canal d'une vingtaine de kilomètres permettant aux navires à vapeur de contourner les chutes. Lors de l'inauguration du canal, l'investisseur et personnalité de Portland Joseph Nathan Teal exprima un sentiment général qui durait depuis des décennies : « Nos eaux seront libres, libres aux usages et buts de leur création par la Divine Providence » Cependant, le canal fut assez peu utilisé et totalement inactif en 1919.
Au fur et à mesure que plus de personnes venaient s'installer sur la côte nord-ouest du Pacifique dans les années 1930 et 1940, des voix demandèrent la construction d'un système de barrages hydroélectriques sur le fleuve Columbia. Selon eux, ces barrages permettraient de :
- améliorer le trafic de barges depuis l'intérieur des États de Washington et de l'Oregon, ainsi que de l'Idaho vers l'océan
- diminuer les inondations des villes en aval, comme celle qui s'est produite en 1948 et qui détruisit Vanport, en Oregon
- fournir une source sure pour l'irrigation de la production agricole
- fournir l'électricité pour l'industrie de défense que la Seconde Guerre mondiale développa dans la région

Le laboratoire national de Hanford, la production d'aluminium  et la construction de navires contribuaient à cette rapide demande régionale d'électricité qui fait qu'en 1943, 96 % de l'électricité que fournissait le fleuve Columbia étaient utilisés par l'industrie d'armement.
Pendant cette période, les Amérindiens continuaient de pêcher aux Celilo Falls, selon les dispositions des traités de 1855 signé avec la nation Yakama, les tribus confédérée de Warm Springs, et les tribus Walla Walla, Umatilla et Cayuse, qui accordaient  "le droit de pêcher selon l'usage et aux lieux habituels et traditionnels." En 1947, le gouvernement fédéral américain convoqua des auditions au Congrès et conclut que le barrage envisagé aux Dalles ne violerait pas les droits de pêche tribaux accordés par les traités. En conséquence, le gouvernement obtint un accord financier avec les tribus touchées, payant 26,8 millions de dollars pour la perte de Celilo et d'autres sites de pêche sur le fleuve Columbia.
Le corps d'ingénieurs de l'Armée commença à travailler sur le barrage de Dalles en 1952 et l'acheva cinq ans plus tard. Le 10 mars 1957, des centaines de personnes assistèrent à la montée des eaux dans ce qui allait devenir le lac Celilo, qui réduisit rapidement au silence les chutes, submergeant les plateformes de pêche et le village de Celilo, marquant la fin de l'âge d'or de ses habitants. Une petite communauté amérindienne vit toujours dans le nouveau village de Celilo, sur un escarpement qui dominait les chutes.
Celilo Falls conserve une grande importance culturelle pour les peuples amérindiens de la région. Ted Strong, de la Commission intertribale des pêches, indiqua ainsi un jour à un historien « Si vous êtes un Indien et que vous pensez, vous pouvez encore voir tous les détails des chutes. Si vous écoutez, vous pouvez encore entendre leur rugissement. Si vous respirez, les parfums de la brume, l'eau et les poissons reviennent. » En 2007, trois mille personnes se réunirent au village Celilo pour célébrer le 50e anniversaire de l'inondation des chutes.
L'artiste et architecte Maya Lin travaille sur une œuvre d'interprétation à Celilo pour le Confluence Project, programmé être achevé en 2009, en raison de l'opposition de la nation Yakama.

## Source
- (en) Cet article est partiellement ou en totalité issu de l’article de Wikipédia en anglais intitulé « Celilo Falls » (voir la liste des auteurs).